# البعثة النيوزيلندية للمسح الجيولوجي في القارة القطبية الجنوبية
تصف البعثة النيوزيلندية للمسح الجيولوجي في القارة القطبية الجنوبية (NZGSAE)، هي سلسلة من الاستكشافات العلمية للقارة القطبية الجنوبية. كانت الحملات الاستكشافية نشطة بشكل ملحوظ في 1957-1958 ومرة أخرى في 1958-1959. ذهبت بعثة 1957-1958 إلى منطقة روس وسميت جليدية بورش غريفينك. في العام التالي سمّت البعثة سلسلة جبال المتسلق. كما حددت البعثة نتوء كارتر.
تم القيام برحلات إضافية خلال الستينات. تشمل التضاريس الأخرى المسماة مجلدة سليدجرز، ومجلدة السنة الكبيسة، و قمة بانديد (1963-1964)، وقمة إيان وجليدية تشامبنس (1967-1968) وجليدية الرخام ومهماز المفاجأة (1969–1970).